# Собрал-да-Адіса
Собрал-да-Адіса (порт. Sobral da Adiça; МФА: [su.ˈbɾaɫ dɐ ɐ.ˈdi.sɐ]) — парафія в Португалії, у муніципалітеті Мора (Бежа). Розташована в південній частині країни, на теренах історичної португальської провінції Алентежу. Входить до складу округу Бежа. За адміністративним поділом, чинним до 1976 року, терени парафії були складовою провінції Нижнє Алентежу. Належить до Безької діоцезії Католицької церкви. Патрон — святий Петро. Площа — 138,1958 км². Населення — 1013 ос. (2011). Слабо урбанізований регіон. Густота населення — 7,33 осіб/км²
. Код — 021008.

## Населення
| Кількість мешканців | Кількість мешканців | Кількість мешканців | Кількість мешканців | Кількість мешканців | Кількість мешканців | Кількість мешканців | Кількість мешканців | Кількість мешканців | Кількість мешканців | Кількість мешканців | Кількість мешканців | Кількість мешканців | Кількість мешканців | Кількість мешканців |
| ------------------- | ------------------- | ------------------- | ------------------- | ------------------- | ------------------- | ------------------- | ------------------- | ------------------- | ------------------- | ------------------- | ------------------- | ------------------- | ------------------- | ------------------- |
| 1864                | 1878                | 1890                | 1900                | 1911                | 1920                | 1930                | 1940                | 1950                | 1960                | 1970                | 1981                | 1991                | 2001                | 2011                |
| 1 259               | 1 336               | 1 514               | 1 689               | 2 085               | 2 037               | 2 431               | 2 830               | 3 412               | 3 020               | 2 073               | 1 649               | 1 361               | 1 046               | 1 013               |